# Розен, Анна Васильевна
Баронесса А́нна Васи́льевна (фон) Ро́зен (урождённая Малиновская; (22 декабря 1797  [2 января 1798] — 24 декабря 1883  [5 января 1884], Окнино, Харьковская губерния) — дочь Василия Фёдоровича Малиновского, первого директора Царскосельского лицея, жена декабриста барона Андрея Евгеньевича фон Розена, последовавшая за ним в Сибирь.

## Биография

### Происхождение
Анна Васильевна Малиновская родилась 22 декабря 1797 (2 января 1798) года в дворянской семье.
- Дед, протоиерей Фёдор Авксентьевич Малиновский (17 (28) февраля 1738 года — 3 (15) июля 1811 года), служил при Московском университете. Сын священника Троицкой церкви в Москве.
- Бабушка, Анна Николаевна Малиновская (урожд. Арсеньева) (2 (13) февраля 1739 года — 28 июня (9 июля)  1778 года)
  - Отец, Василий Фёдорович Малиновский (1765 — 23 марта (4 апреля)  1814 года), дипломат, публицист, просветитель, первый директор Императорского Царскосельского Лицея.
  - Дядя, сенатор Алексей Фёдорович Малиновский (2 (13) марта 1762 года — 20 ноября (2 декабря)  1840 года), главный управляющий Московским архивом Коллегии иностранных дел.
  - Дядя, Павел Фёдорович Малиновский (1766 — 9 (21) сентября 1832 года)
  - Тётя, Наталья Фёдоровна Сохацкая (ок. 1775 — 5 (17) марта 1827 года)
- Дед, протоиерей Андрей Афанасьевич Самборский (12 (23) августа 1732 года — 17 (29) октября 1815 года), законоучитель и духовник императора Александра I. Сын священника слободы Нижняя Сыроватка Сумского полка Слободской Украины.
- Бабушка, перешедшая в православие англичанка Елизавета (урожд. Фильдинг) (?—1794)
  - Мать, Софья Андреевна Малиновская (1772 — 9 (21) февраля 1812 года)
  - Дядя, Александр Андреевич Самборский (1776—?)
  - Тётя, Анна Андреевна Самборская (1770 — после 1843)
- Сестра, Елизавета Васильевна Малиновская (1793—1829)
- Брат, полковник Иван Васильевич Малиновский (1796 — 10 (22) февраля 1873 года)
- Брат, гвардии поручик Андрей Васильевич Малиновский (17 (29) марта 1804 года — 25 мая (6 июня)  1851 года)
- Брат, Иосиф Васильевич Малиновский (24 марта (5 апреля)  1807 года — 1832)
- Сестра, Мария Васильевна Вольховская (3 (15) июля 1809 года — 9 (21) сентября 1844 года), замужем за генерал-майором Владимиром Дмитриевичем Вольховским

Потеряв мать в 1812 году и отца двумя годами позже, Анна воспитывалась у родных со стороны матери. Она много читала, безупречно говорила на английском и французском языках.

### Знакомство с Андреем Розеном
С бароном Андреем Евгеньевичем фон Розеном её познакомил в 1822 году брат Иван Васильевич Малиновский, который был близким другом барона.
Обручились они 19 апреля (1 мая)  1825 года. А в декабре того же года Андрей фон Розен принял участие в восстании на Сенатской площади. Он не был активным участником тайных обществ, но посещал собрания, в том числе и накануне восстания. Он был арестован и осуждён по V разряду и по конфирмации 10 (22) июля 1826 года приговорён в каторжную работу на 10 лет, впоследствии срок сократили до 6 лет. Летом 1826 года Анна Васильевна пришла на последнее перед ссылкой свидание к мужу с шестинедельным сыном Евгением. Она хотела сразу отправиться вслед за мужем, но тот уговорил её остаться с сыном, пока он не подрастёт.

### В Сибири
Анна Розен выехала в Сибирь в 1830 году. Она неоднократно подавала прошение взять с собой ребёнка, но получив отказ, оставила пятилетнего сына на попечение своей сестры Марии (в замужестве за Владимиром Дмитриевичем Вольховским), которого та воспитывала до 1838 года. Вместе с Анной Розен поехал Семён Маслов — дворовой человек Анны Андреевны Самборской, а также Настасья Яценкова и Евдоким Красенков, дворовые люди Малиновских. Семён Маслов в 1831 году возвратился в петербургский дом А. А. Самборской; Настасья Яценкова и Евдоким Красенков в 1833 году были отправлены в имение Малиновских в с. Стратилатовка (Большая Каменка) Изюмского уезда.
Анна Васильевна Розен прибыла на Петровский завод осенью 1830 года и сразу была принята другими декабристками. 5 (17) сентября 1831 года у Розенов родился второй сын, которого в честь К. Ф. Рылеева назвали Кондратием.
По отбытии срока её муж был обращён на поселение в город Курган Тобольской губернии; 20 июля (1 августа)  1832 года они выехали из Петровского завода и 19 сентября (1 октября)  1832 года они вместе с сыном Кондратием прибыли в Курган. Здесь они купили собственный дом, деньги на покупку которого прислал старший брат Марии, Иван. В Кургане жили и другие семьи декабристов: «секретные барыни», как называли их в народе, обменивались книгами, создавали библиотеки, прививали невиданные для Сибири цветы. Сад Розенов был одним из лучших в Кургане. Андрей Евгеньевич ухаживал за ним лично. Анна Васильевна выращивала лекарственные травы, завела домашнюю аптеку, понемногу лечила людей. В её книжной коллекции было много медицинских книг и журналов. 24 июля (5 августа)  1834 года у Анны Васильевны родился сын Владимир, 6 (18) сентября 1836 года — дочь Анна. В 1837 году наследник престола Александр Николаевич проезжал через Курган и встречался со многими живущими там декабристами. В гостях у Розенов побывал сопровождавший цесаревича Василий Андреевич Жуковский.

### После Сибири
Осенью 1837 года некоторым декабристам поселение было заменено на военную службу: они отправлялись рядовыми на Кавказ. 6 (18) сентября 1837 года Розены покинули Курган. 10 (22) ноября 1837 года в сопровождении квартального надзирателя г. Кургана подпоручика Ушарова прибыли в Тифлис. Здесь впервые за 8 лет Анна Васильевна встречается со своим первенцем Евгением, который приехал с Марией Васильевной специально для встречи с родителями. Андрей Розен был зачислен в Мингрельский егерский полк (Белый Ключ), откуда в январе 1838 года переведён в 3-й линейный Кавказский батальон (Пятигорск).
14 (26) января 1839 года Андрей Евгеньевич был по состоянию здоровья уволен от военной службы рядовым с дозволением проживать под строгим надзором безвыездно на родине в Эстляндской губернии в имении брата рыцарская мыза Ментак, 55 км к юго-западу от Нарвы. Там они жили вплоть до 1856 года.
В 1855 году Розенам было разрешено выехать к старшему сыну Евгению в имение Каменка Изюмский уезд Харьковской губернии. В Каменке Анне Васильевне Розен принадлежал свеклосахарный завод. В год завод перерабатывал 16350 пудов сахарной свеклы и производил 230 пудов сахарного песка (3887 килограммов), принося ежегодно более 24 тысяч рублей серебром прибыли. Работало на заводе 70 мастеровых и сезонных рабочих общей численностью до 3000 человек. Иван Васильевич Малиновский отнёсся к Андрею Розену с неприязнью. Мария Васильевна Вольховская подарила сестре Анне хутор Окнино, где Анна Васильевна с мужем прожили всю оставшуюся жизнь. Анна Розен помогала мужу в его общественных делах. Они сохранили любовь и нежную привязанность на протяжении всей жизни.
Баронесса Анна Васильевна фон Розен умерла 24 декабря 1883 (5 января 1884) года на хуторе Окнино Стратилатовской волости Изюмского уезда Харьковской губернии. Ныне территория упразднённого хутора входит в состав Бражковского сельского совета Изюмского района Харьковской области Украины. Андрей Розен пережил её всего на четыре месяца.

## Семья
Муж, барон Андрей Евгеньевич (фон) Розен (1799—1884), декабрист. Их дети:
- - Барон Евгений Андреевич (фон) Розен (19 июня (1 июля)  1826 года—1895), штабс-ротмистр Лейб-гвардии Уланского полка
  - Кондратий Андреевич Розен (5 (17) сентября 1831 года — до 1899), штабс-капитан гвардейской артиллерии
  - Василий Андреевич Розен (29 августа (10 сентября)  1832 года — 1899), подполковник гвардейской Конной артиллерии
  - Владимир Андреевич Розен (14 (26) июля 1834 года — до 1899), поручик
  - Анна (Инна) Андреевна Боброва (6 (18) сентября 1836 года — до 1899), замужем с 1867 за коллежским советником Николаем Ионовичем Бобровым, контролёром Смоленской казенной палаты.
  - Софья Андреевна Розен (3 (15) апреля 1839 года — 10 (22) апреля 1839 года, Пятигорск)
  - Андрей Андреевич Розен (7 (19) мая 1841 года — 1845)